# Епархия Луэны
Епархия Луэны (лат. Dioecesis Lvenana) — епархия Римско-Католической церкви с центром в городе Луэна, Ангола. Епархия Луэны входит в митрополию Сауримо. Кафедральным собором епархии Луэны является церковь Пресвятой Девы Марии.

## История
1 июля 1963 года Римский папа Павел VI издал буллу «Venerabilis Frater», которой учредил епархию Лусо, выделив её из епархии Сильва-Порту (сегодня — Епархия Куито-Бие). В этот же день епархия Лусо в митрополию Луанды.
3 февраля 1977 года епархия Лусо вошла в митрополию Уамбо.
16 мая 1979 года епархия Лусо была переименована в епархию Луэны.
12 апреля 2011 года епархия Луэны вошла в митрополию Сауримо.

## Ординарии епархии
- епископ Francisco Esteves Dias O.S.B.[1] (1.07.1963 — 13.04.1976);
- епископ José Próspero da Ascensão Puaty (3.02.1977 — 7.06.2000);
- епископ Gabriel Mbilingi C.S.Sp. (7.06.2000 — 11.12.2006);
- епископ Jesús Tirso Blanco S.D.B. (26.11.2007 — по настоящее время).

## Источник
- Annuario Pontificio, Libreria Editrice Vaticana, Città del Vaticano, 2010, ISBN 88-209-7422-3
- Булла Venerabilis Frater  (лат.)